# Pop'n'Nuggets
『Pop'n'Nuggets』（ポップンナゲッツ）は、FM802で2008年4月6日から2010年3月27日まで放送されていたラジオ番組。DJはちわきまゆみ。

## 概要
アートからコアまで、多彩な楽曲を選曲する音楽番組であった。前番組『REAL-EYES 802』からちわきまゆみが引き続きDJを担当。放送開始から2009年6月28日までは日曜0:00 - 2:00（土曜深夜）の2時間枠であったが、2009年7月4日からは土曜19:00 - 22:00の4時間枠となった。
2010年3月27日をもって終了。ちわきは2010年4月10日よりFM802と一部サービスエリアが重なるFM COCOLO（2012年4月1日より株式会社FM802が1局2波体制で放送）で放送開始された『THE MAJESTIC SATURDAY』で引き続きDJを務めることになった。

## 放送時間
- 日曜 0:00 - 2:00（土曜深夜）（2008年4月6日 - 2009年6月28日）
- 土曜 19:00 - 22:00（2009年7月4日 - 2010年3月27日）

## 主なコーナー
LONG INTERVIEW GUEST!。
ゲストアーティストとのインタビューを行うコーナー。
LIVE ATTACK!
関西で開催されたライブの模様を放送する。
We Love! NIGHT FAVORITE
ゲストアーティストがお気に入りの曲を選曲する。